# Точка (знак препинания)
То́чка (.) — знак препинания, использующийся при письме во многих языках мира.

## Использование в русском языке
В русском языке точка употребляется:
- для завершения предложения:
  - Поезд прибыл.
- для сокращения слов:
  - напр. — например
  - до н. э. — до нашей эры
  - А. С. Пушкин — Александр Сергеевич Пушкин
- Для интонации[1] незаконченности:
  - О Боже...

Точку отделяют от следующих знаков пробелом.
Одиночное предложение не всегда завершают точкой (например: в списках и в заголовках).

## Происхождение символа в русской письменности
Первые знаки препинания встречаются ещё в Остромировом Евангелии. Прообразом точки являлся знак креста (знак остановки), им писец обозначал место, на котором остановился перед уходом на молебен или трапезу (знак вполне мог падать на середину слова). Впоследствии знак сократился до пунктирного креста, а далее — до точки.

## Юго-восточноазиатские языки
В китайском языке и японском, испытавшем его культурное влияние, для разделения предложений используется кружок: U+3002 。 ideographic full stop (HTML &#12290;).
В письме деванагари, которым пользуется хинди, санскрит, маратхи и некоторые другие языки Индии, вместо точки используется вертикальная линия U+0964 । devanagari danda (HTML &#2404;).
В урду используется аналогичный точке символ U+06D4 ۔ arabic full stop (HTML &#1748;).
В тайском нет символа для обозначения конца предложения. Слова пишутся без пробелов, а предложения отделяются друг от друга пробелом.
В тибетском языке точка ставится между слогами.
В амхарском и других языках, записывающихся эфиопским письмом, конец предложения обозначается четырьмя точками U+1362 ። ethiopic full stop (HTML &#4962;).

## Применение воперационных системахи языках программирования
Наиболее частые применения в операционных системах:
- разделение имени файла и расширения;
- в UNIX-подобных ОС — обозначение скрытого состояния файла, если его имя начинается с точки;
- разделение имени сети, имени сайта и имени домена (доменов) в интернет-адресах и адресах электронной почты;
- разделение полей сетевого адреса в компьютерной сети Фидонет;
- для навигации по файловой системе во многих ОС используются специальные символы: '.' — означает текущий каталог, '..' — означает родительский каталог.

Во многих языках программирования, имеющих структурированные пользовательские типы данных (записи и объекты), точкой разделяется имя переменной структурированного типа и его поле (или метод). Кроме того:
- в Бейсике точка применяется как один из возможных символов имени переменной;
- в Паскале комбинацией 'end.' завершается программный код, а комбинация '..' применяется для указания размерности массивов и диапазона множеств;
- в языке PHP символ точка может быть использован для конкатенации строк.

## В качестве буквы
В тлингитском языке точка используется как буква как в канадском, так и в американском варианте алфавита. В канадском варианте также используется диграф .w.